# 이세화 선생 묘
이세화선생묘(李世華先生墓)는 대한민국 경기도 파주시 문산읍 선유리에 있는, 조선시대 숙종 때의 문신이자 청백리의 한 사람이던 쌍백당(雙栢堂) 이세화(1630∼1701) 선생의 묘소이다. 1981년 7월 16일 경기도의 기념물 제60호로 지정되었다.

## 개요
조선 숙종 때의 문신이자 청백리의 한 사람이던 쌍백당(雙栢堂) 이세화(1630∼1701) 선생의 묘소이다.
효종 8년(1657) 문과에 급제하여 평안도, 황해도, 전라도 관찰사를 지냈다. 숙종 15년(1689)에 인현왕후를 폐(廢)한다는 소식을 듣고 상소를 올려 반대를 하다가 정주로 유배되었다. 뒤에 인현왕후의 복위 문제를 맡으며 다시 조정에 올라왔다. 이후 공조·형조·병조·예조·이조판서를 두루 거쳐 지중추부사를 역임하다가 세상을 떠났다. 이에 조정에서는 충신의 상징인 정문(旌門)을 고향에 세우고 영의정의 관직을 내렸다.
묘는 부인과 합장하여 2개가 나란히 놓여 있다. 묘 앞에는 묘비를 세웠으며 그 아래 좌우에 망주석(望柱石)과 문인석이 한 쌍씩 놓여 있다. 묘소의 진입로에는 신도비(神道碑:왕이나 고관 등의 평생업적을 기리기 위해 무덤 근처 길가에 세운 비)가 있는데 남구만이 글을 짓고 오태주가 글씨를 쓴 것이다.

## 같이 보기
- 이세화

## 참고 문헌
- 이세화선생묘 - 국가유산청 국가유산포털